# Зурабян, Арарат Анушаванович
Арарат Анушаванович Зурабян (арм. Արարատ Անուշավանի Զուրաբյան, 9 августа 1963, Ереван) — армянский политический и государственный деятель.

## Биография
Родился 9 августа 1963 года в Ереване. В 1970—1980 годах учился в Ереванской школе им. Чкалова. В 1981—1986 закончил экономический факультет Армянского сельскохозяйственного института. С 1986 — экономист в государственном комитете статистики Армянской ССР.
Участвовал в боях в Нагорном-Карабахе. С 1992 года работал в США, где основал газету «Шаржум». В 1994—1995 годы работал заместителем начальника управления ВВ МВД Армении. 1995—1996 — директор агентства «Армпечать». В 1996—2002 годы был главой общины Кентрон города Еревана. В 1997—1998 годы представлял Республику Армения в Конгрессе региональных и местных властей Совета Европы. С 2002 по 2010 — лидер партии «Армянское общенациональное движение». в 2011—2012 годах был членом партии «Свободные демократы». В 2013 году выступил одним из инициаторов возрождения Армянского общенационального движения. В 2017 году избран депутатом Национального собрания Армении от блока Царукян.